# Cayo Bretón
Cayo Bretón är en ö i Kuba.   Den ligger i provinsen Provincia de Ciego de Ávila, i den centrala delen av landet, 400 km sydost om huvudstaden Havanna. Arean är 8,7 kvadratkilometer.
Terrängen på Cayo Bretón är mycket platt. Öns högsta punkt är 7 meter över havet. Den sträcker sig 3,3 kilometer i nord-sydlig riktning, och 6,5 kilometer i öst-västlig riktning.